# Gravures rupestres du Tassili

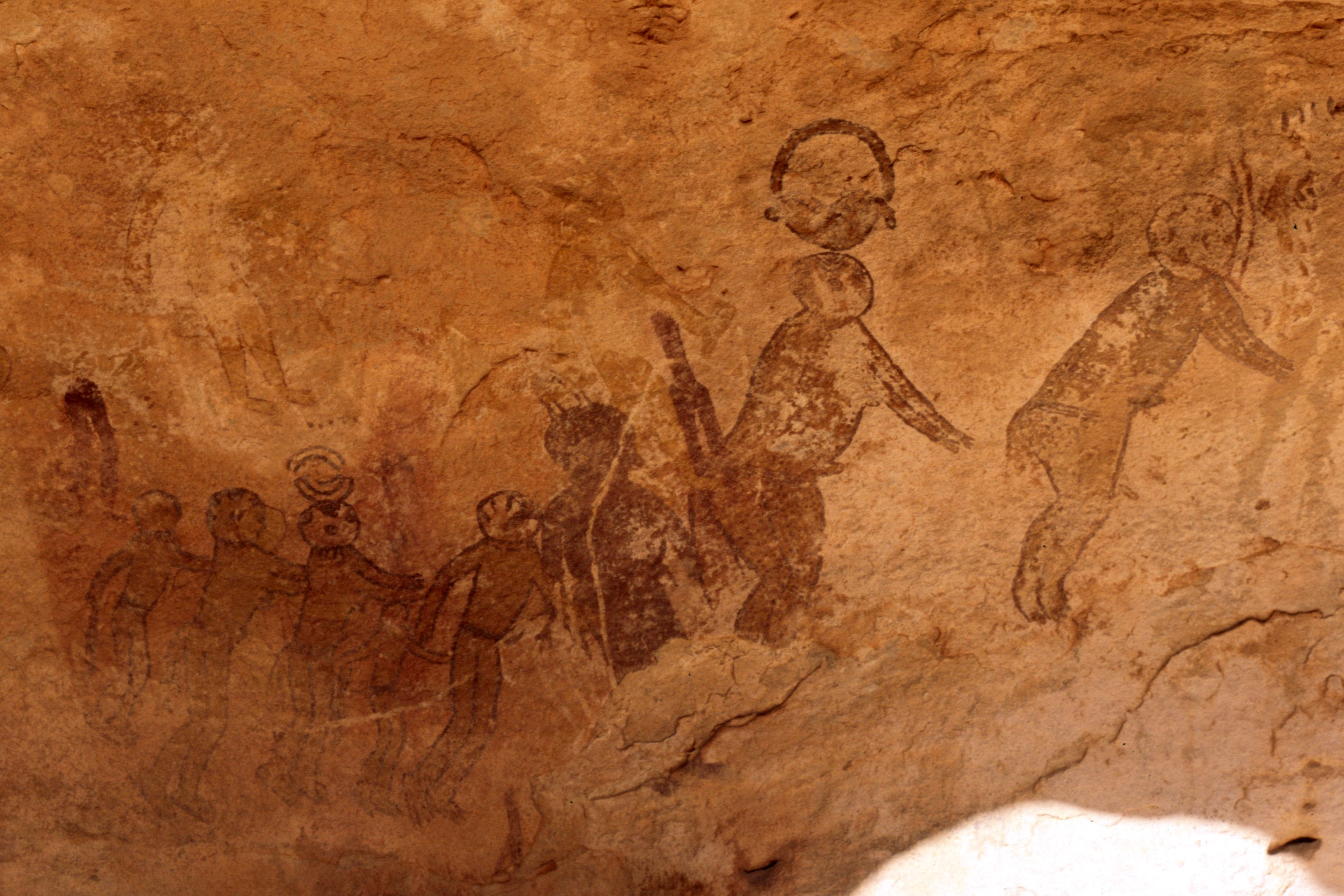
« Têtes rondes » (masques ? coiffures ?) de Jabbaren.

Les gravures rupestres du Tassili n'Ajjer (Algérie), d'âge néolithique, datant d'environ 9-10 000 ans, présentent de nombreuses affinités avec celles du Sud-oranais (Algérie) et du Fezzan (Libye).

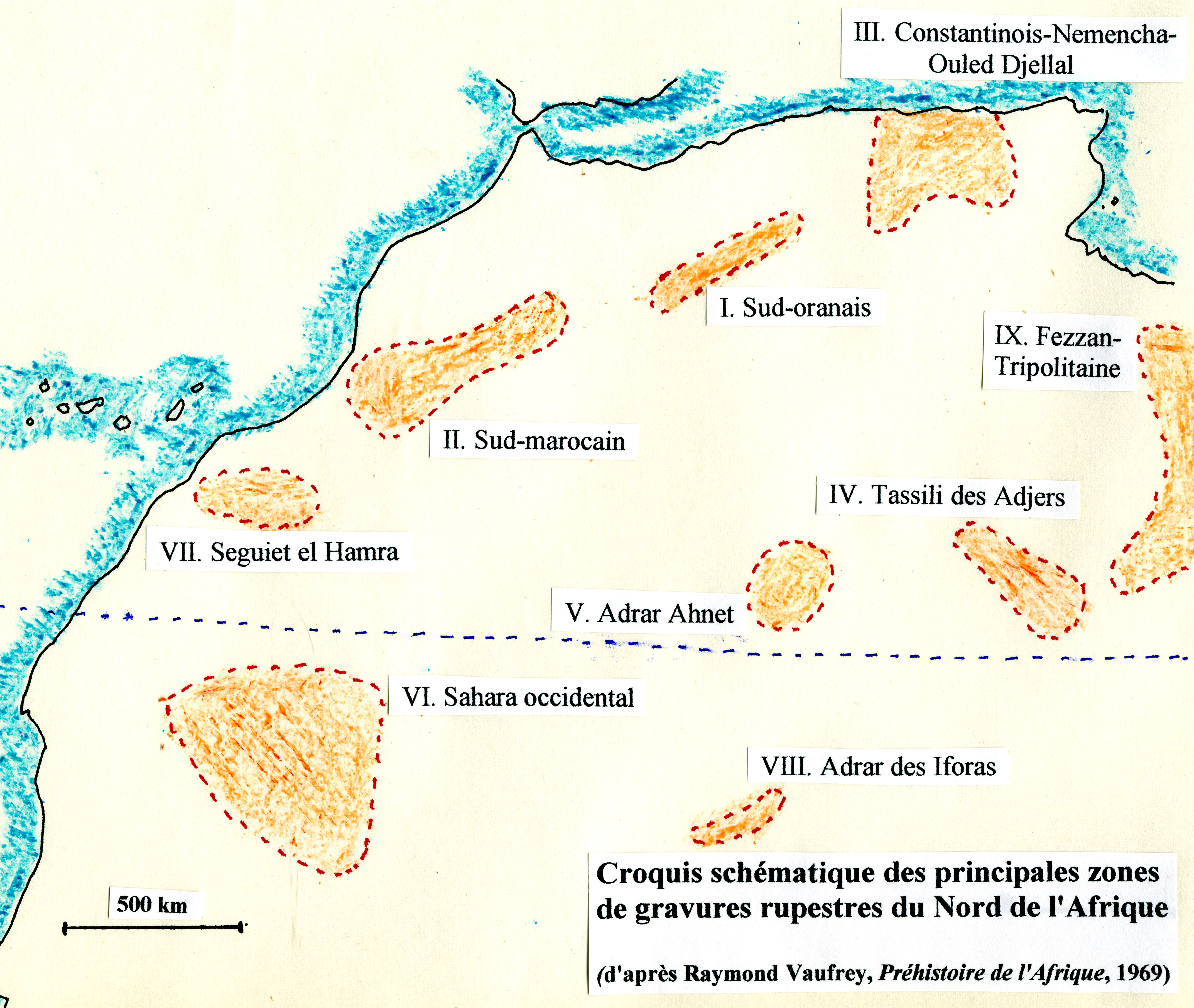
Croquis schématique des principales zones de gravures rupestres de l'Afrique du Nord.

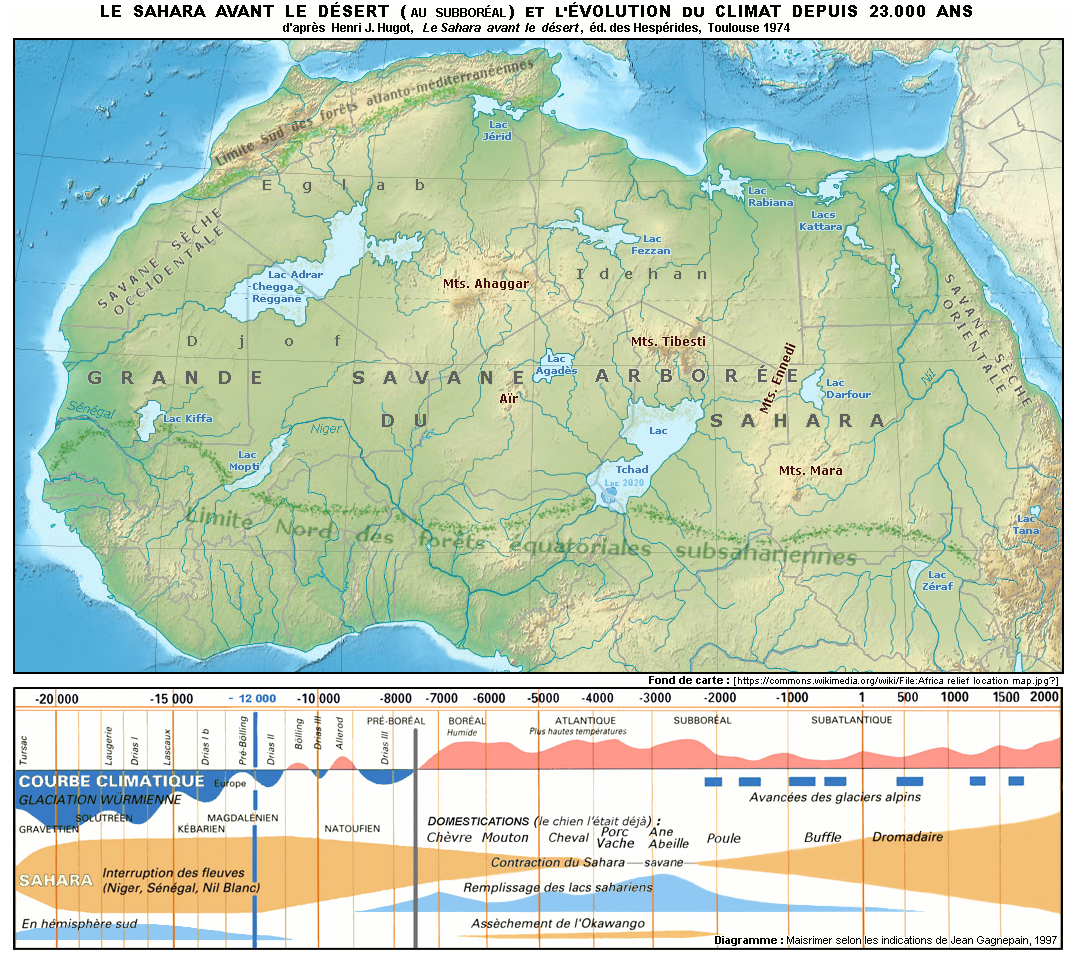
Le « Sahara vert » : la végétation était de type savane arborée et la faune, attestée par les restes fossiles et l'art rupestre, comprenait des autruches, des gazelles, des bovins, des girafes, des rhinocéros, des éléphants, des hippopotames, des crocodiles…

## Historique

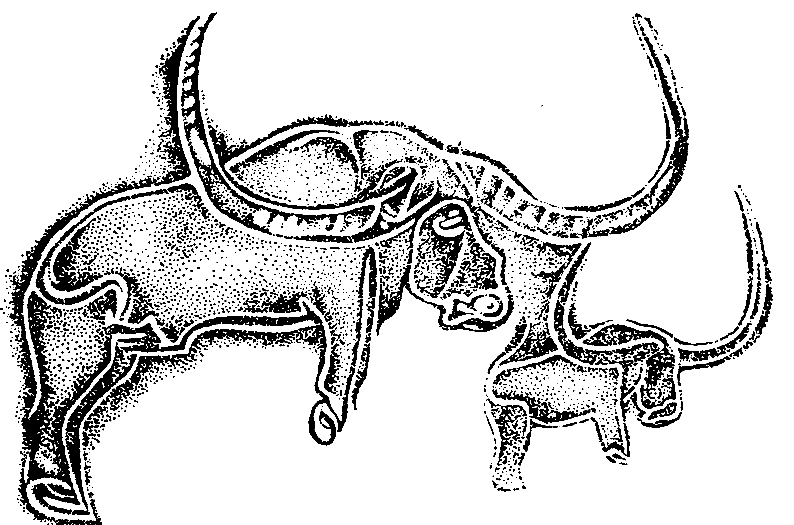
Deux Pelorovis.

Après avoir relevé les peintures du Tassili du Hoggar en 1956–1957, Henri Lhote entreprend en 1959 de faire l'inventaire des gravures de l'Oued Djerat, découvertes en 1932.
À la fin des années 1990 et années 2000, de nouvelles études suscitées par les déclarations d'un ancien membre de l'équipe archéologique d'Henri Lhote, ont mis en doute l'authenticité d'une partie des œuvres, qui seraient des faux réalisés lors des fouilles, sans que Lhote soit informé.

## Les gravures rupestres de Tin Taghirt
Le site de Tin-Taghirt se trouve dans le Tassili n'Ajjer entre les villes de Dider et Iherir.

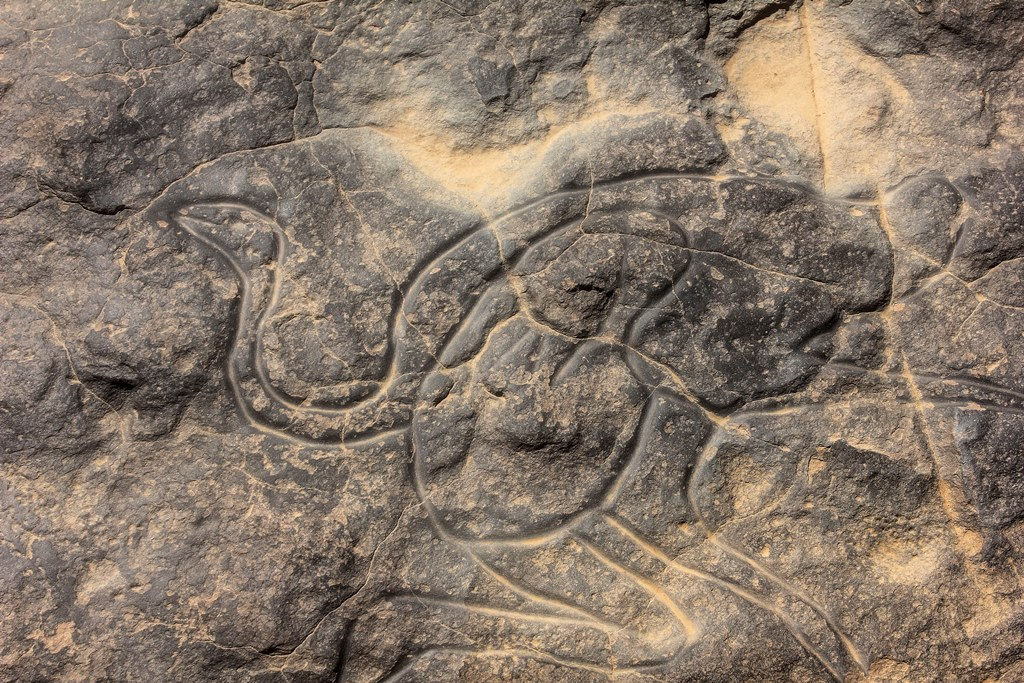
Autruche.
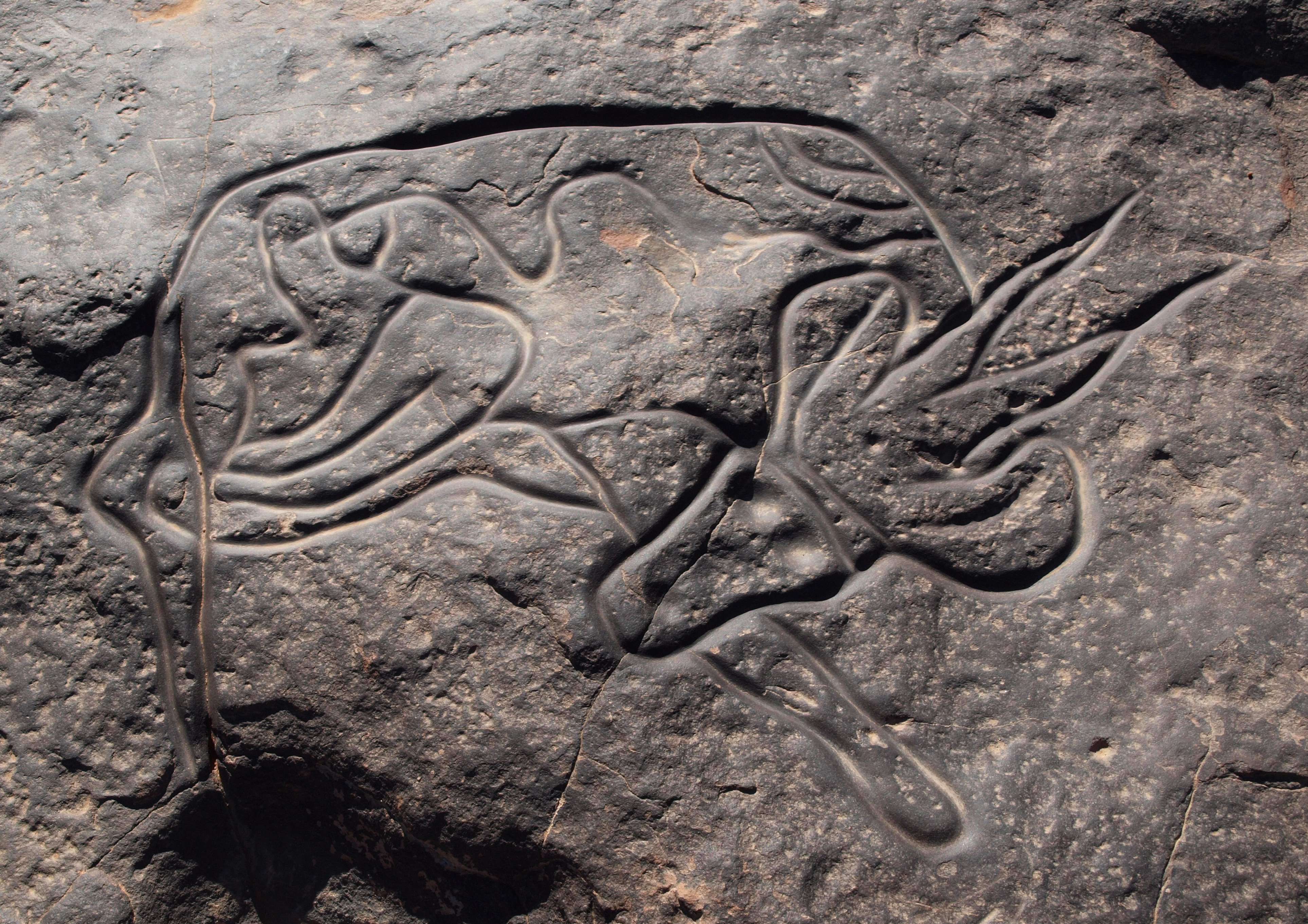
La « gazelle au repos ».
La même, reproduite sur le billet algérien de mille dinars (environ quatre euros en 2022).
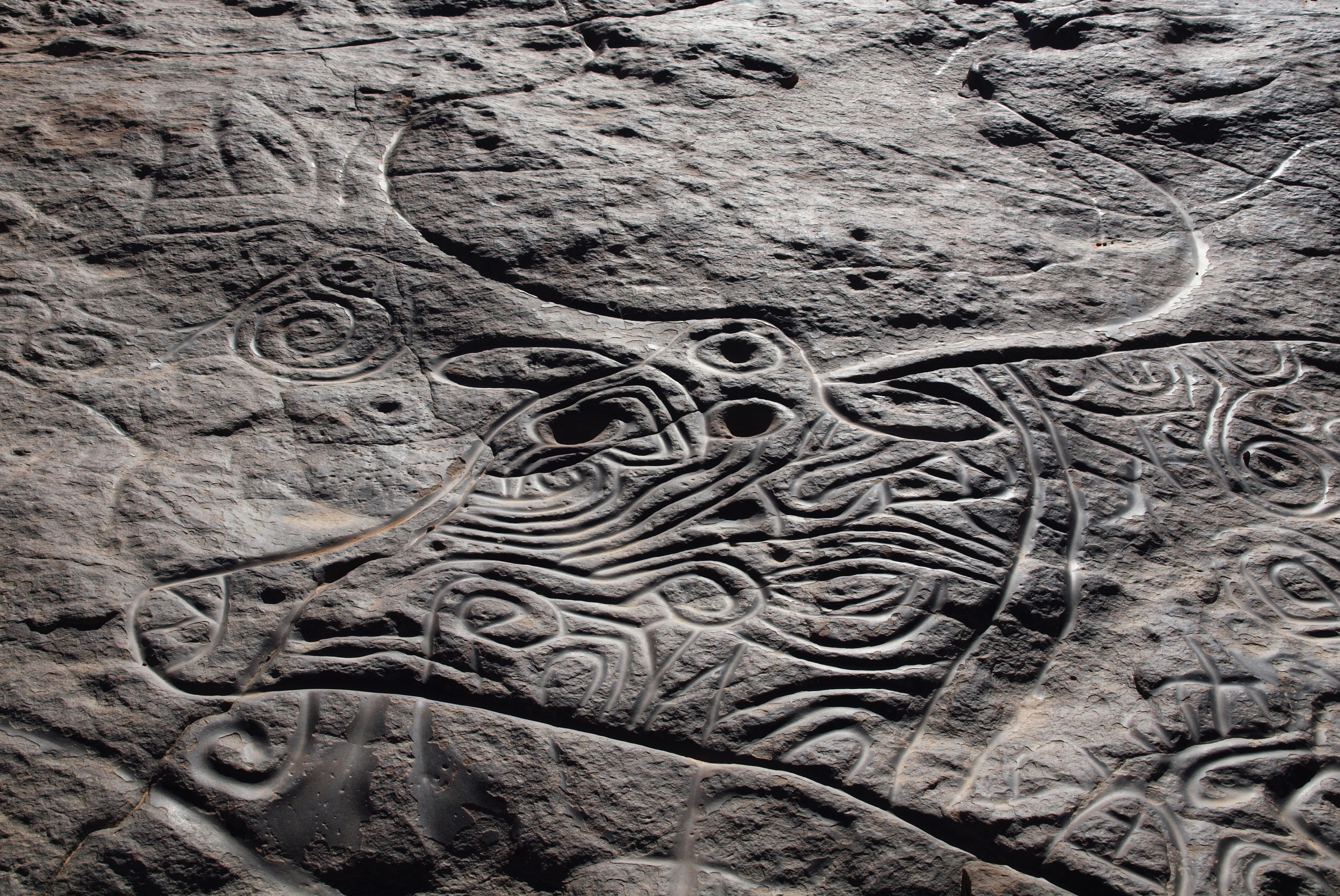
Tête de bovin (buffle ?).
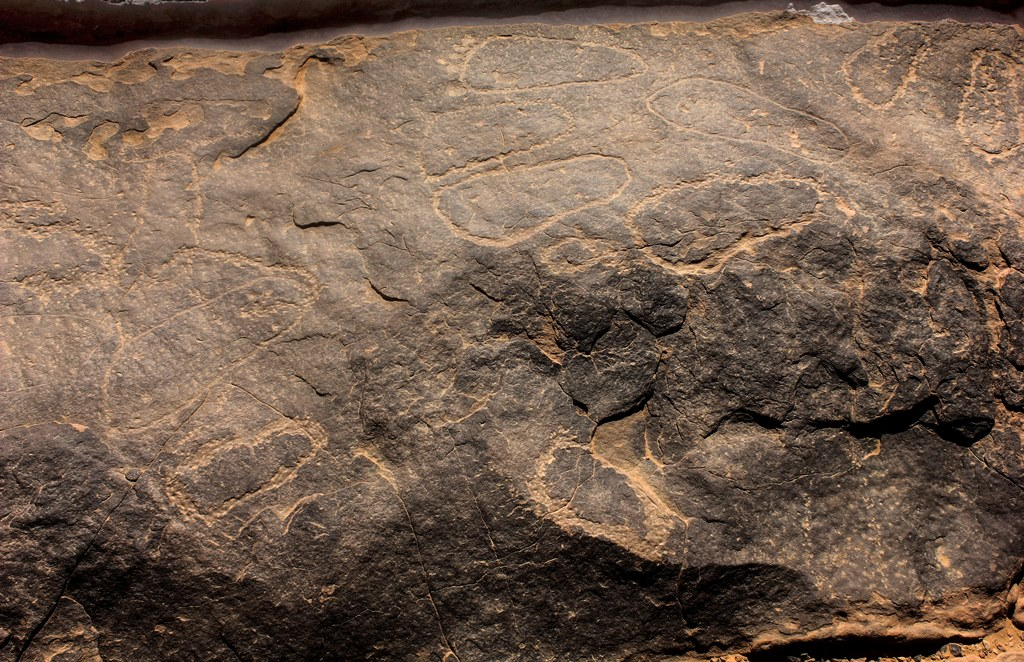
Empreintes.
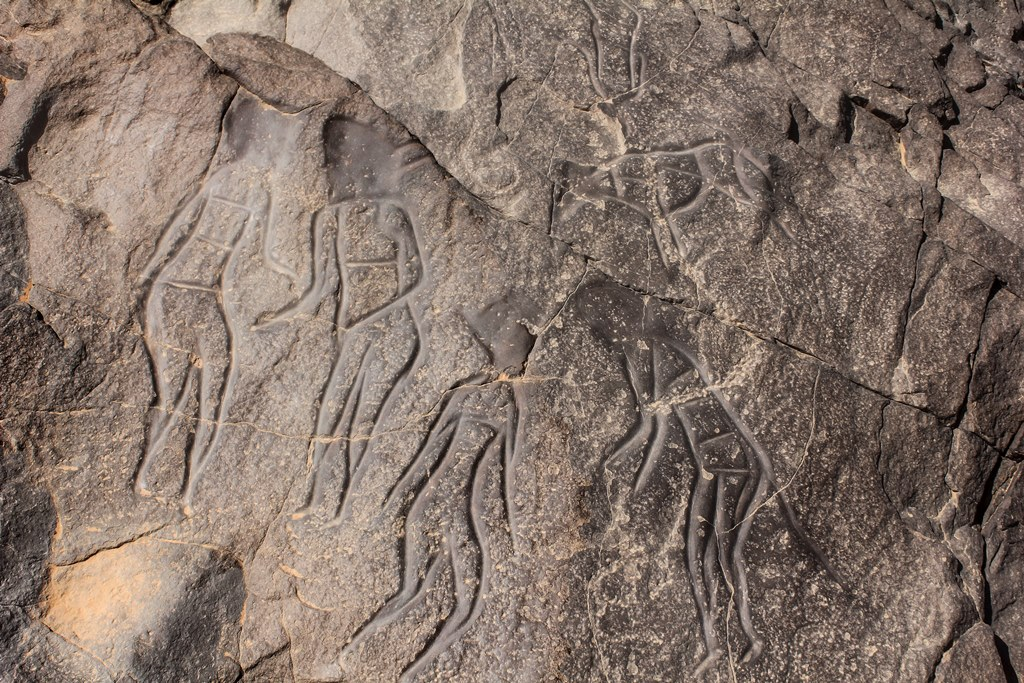
Humains.